# Mycoparasite

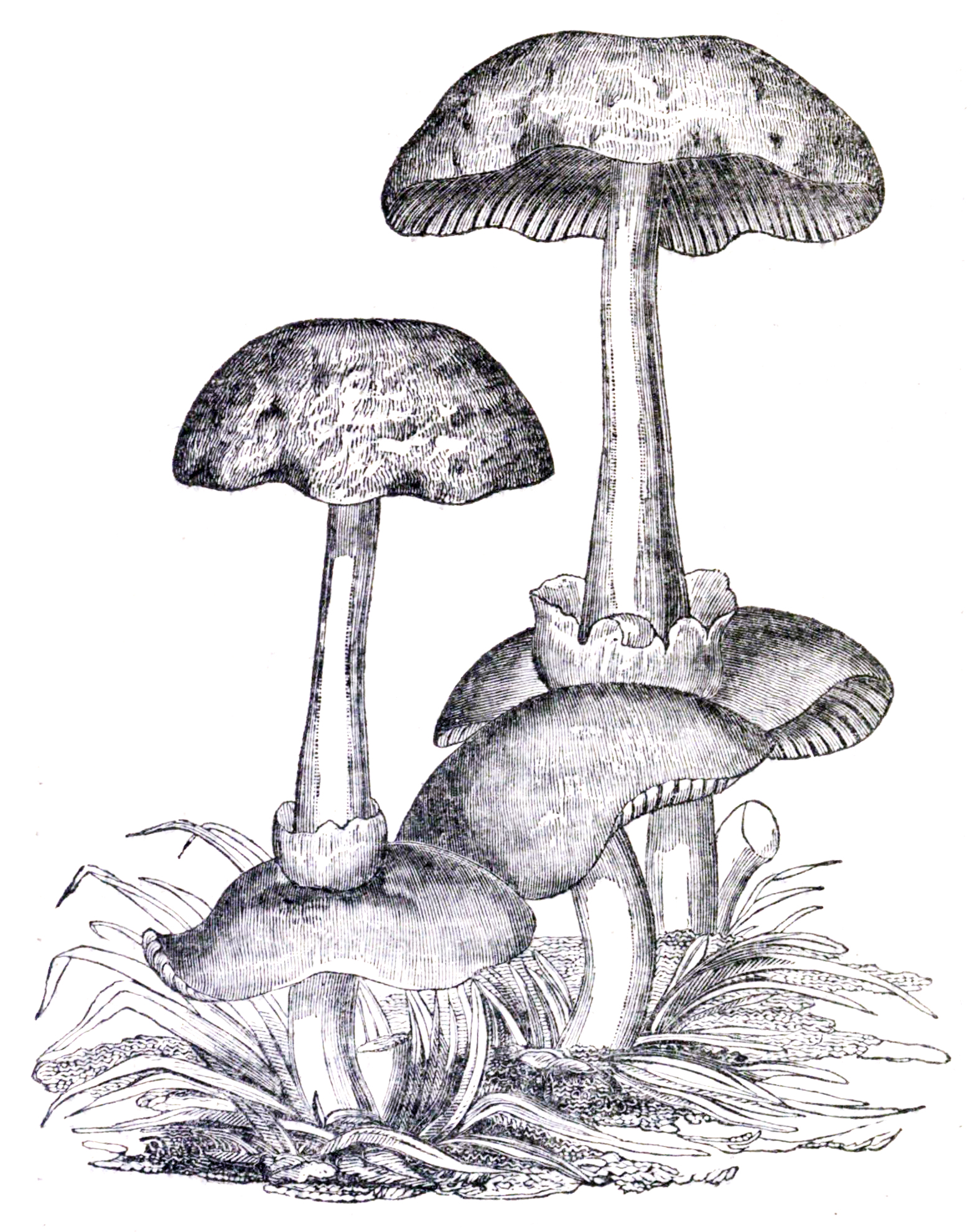
Volvariella surrecta, un mycoparasite du Clitocybe nébuleux

Un mycoparasite, ou champignon fongicole, est une espèce de champignons parasites d'une autre espèce fongique qui se développe sur son mycélium ou son corps fructifère. Un animal se nourrissant de champignons est un mycophage, quand une plante parasite de champignons est dite « mycohétérotrophe ». Les mycoparasites sont essentiellement des parasites obligatoires, dépendant alors totalement de leurs hôtes pour leur survie. La grande majorité de ces parasites rendent leur hôte non comestible, à l'exception notable de l'espèce Nord-américaine Hypomyces lactifluorum qui transforme la fade Russule à pied court en un mets prisé au goût de homard.

## Biologie
D'un point de vue biologique, les mycoparasites sont divisés en deux groupes principaux : les champignons biotrophes, qui obtiennent leurs nutriments sans causer de dommages létaux à leurs hôtes ; et, inversement, les champignons nécrotrophes qui, excrètent une substance toxique létale et se nourrissent des nutriments ainsi libérés. D'un point de vue général, ces mycoparasites ont des cycles biologiques complexes et sont peu étudiés. 

### Mycoparasitisme biotrophe

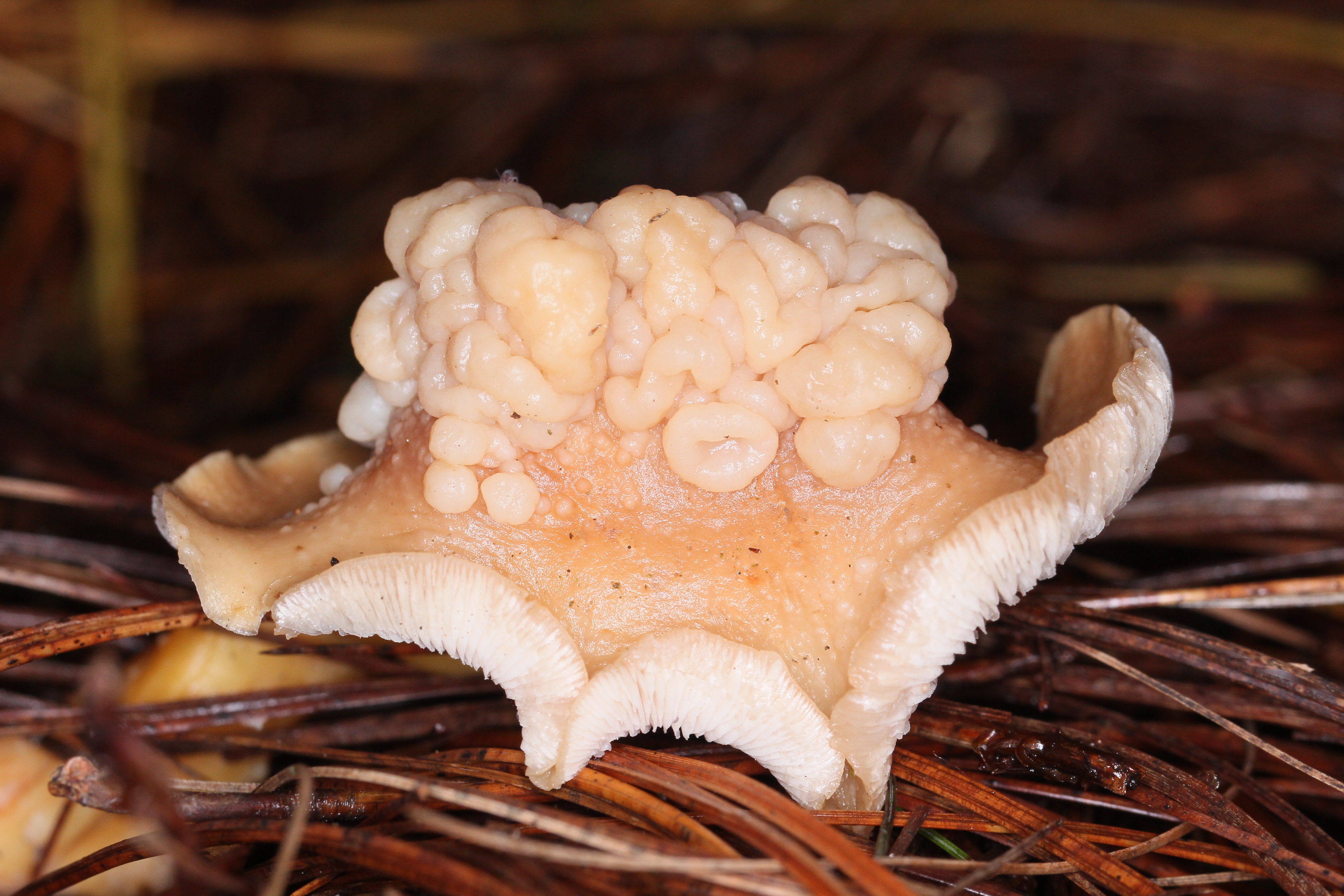
Galle des collybies (Syzygospora mycetophila) et sa mycocécidie de Collybie des chênes (Gymnopus dryophilus)

Certains taxons tels que le genre Squamanita et Syzygospora mycetophila induisent leur hôte à produire une excroissance et s'en servent ensuite comme base de développement. Ces galles particulières rendent leur hôte méconnaissable au point où le parasite et l'hôte ont longtemps été confondus et leur biologie tardivement comprise. En effet, cette difformité dans laquelle se développe le mycélium a reçu de nombreuses dénominations au fil des années : « organe sclérotique » (par rapport à la sclérote), « tubercule protocarpique » (du grec ancien καρπός (karpos) « fruit ») ou encore « galle » et ses dérivés étymologiques « cécidiocarpe » et « mycocécidie ». Les premiers termes montrent l'incompréhension des premières études face à ce qui était interprété comme un organe de réserve. Depuis les années 2000, le terme consacré est « mycocécidie », traduisant une excroissance tumorale induite par un parasitisme déformant sur un être vivant,,. 

### Mycoparasitisme nécrotrophe

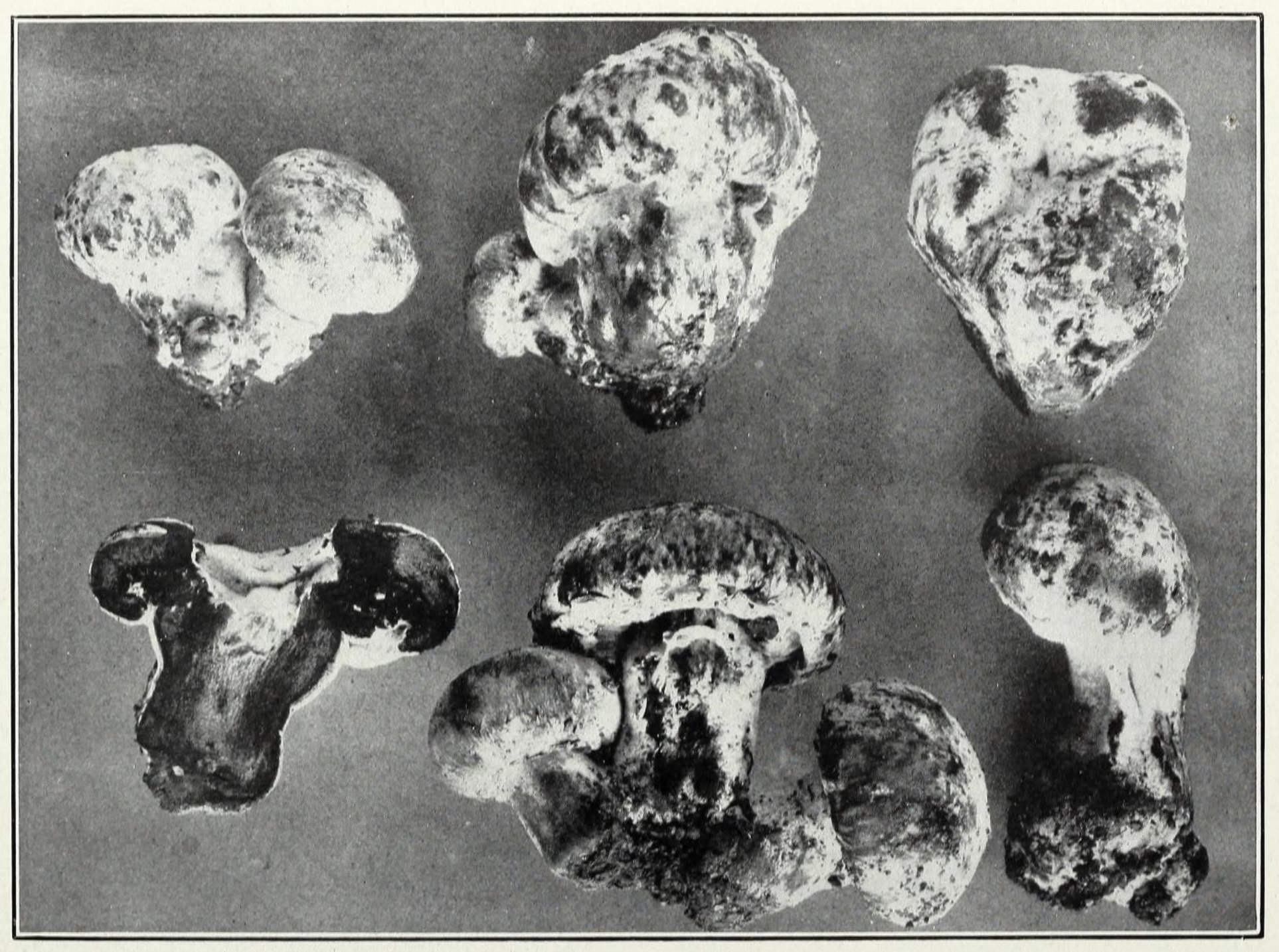
Effets de la môle sur des Champignons de Paris, une maladie causée par Mycogone rosea

Des microchampignons mycoparasites nécrotrophes peuvent être utilisés comme agents de contrôle biologique contre les champignons phytopathogènes des cultures agricoles, réduisant ainsi l'utilisation de produits phytosanitaires et la pollution engendrée. C'est notamment le cas de nombreuses espèces du genre Trichoderma dont, par exemple, Trichoderma stromaticum, qui est utilisé contre un pathogène du cacaoyer. Avec Clonostachys rosea, ce sont les mycoparasites les plus étudiés, car les plus utiles aux activités humaines.
Le développement de mycoparasites nécrotrophes tels que Trichoderma commence par une croissance de leurs hyphes en direction du champignon hôte et sa reconnaissance. Viennent ensuite une adhésion et un enroulement de l'hyphe qui se conjuguent à la lyse de la paroi cellulaire des hyphes de l'espèce parasitée grâce à la sécrétion d'exoenzymes lytiques, responsables de la déliquescence des tissus fongiques. Enfin, ils introduisent leurs propres hyphes afin de se nourrir et de libérer des métabolites fongicides, les mycotoxines, qui causent la mort de l'hôte,. Cependant, certains Trichoderma et Clonostachys rosea sont également capables de coloniser et de s'établir sur des racines de plantes vivantes, leur stratégie mycoparasite nécrotrophe leur permettant alors d'éliminer les concurrents occupant la même niche écologique.
À l'inverse, des espèces comme Mycogone rosea, Trichoderma aggressivum et Lecanicillium fungicola (en) provoquent de grandes pertes économiques en parasitant les cultures de Champignon de Paris.

## Espèces concernées

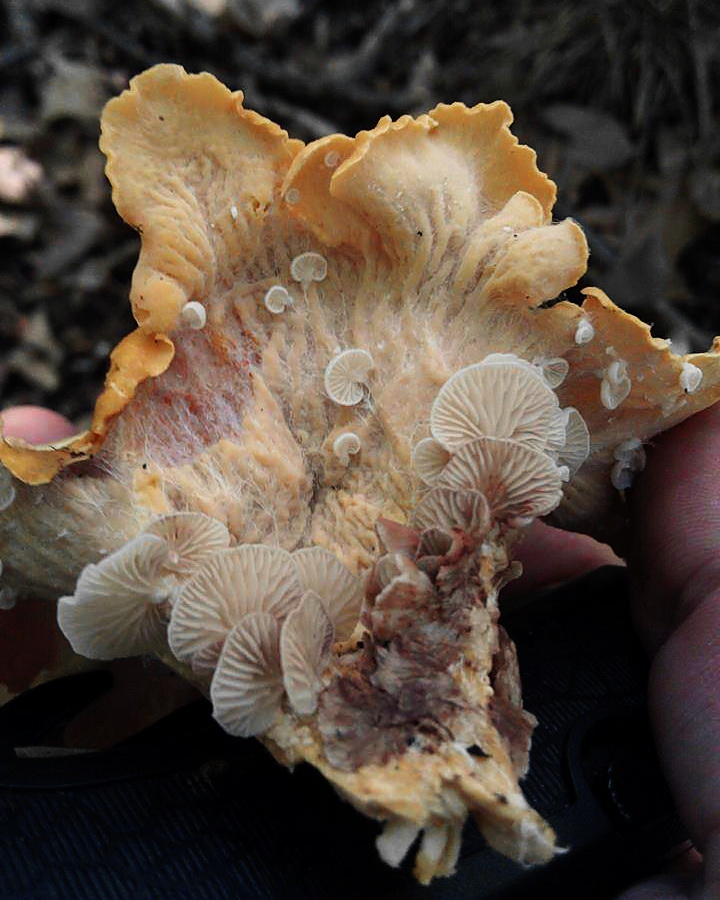
Entoloma parasiticum parasitant une Chanterelle

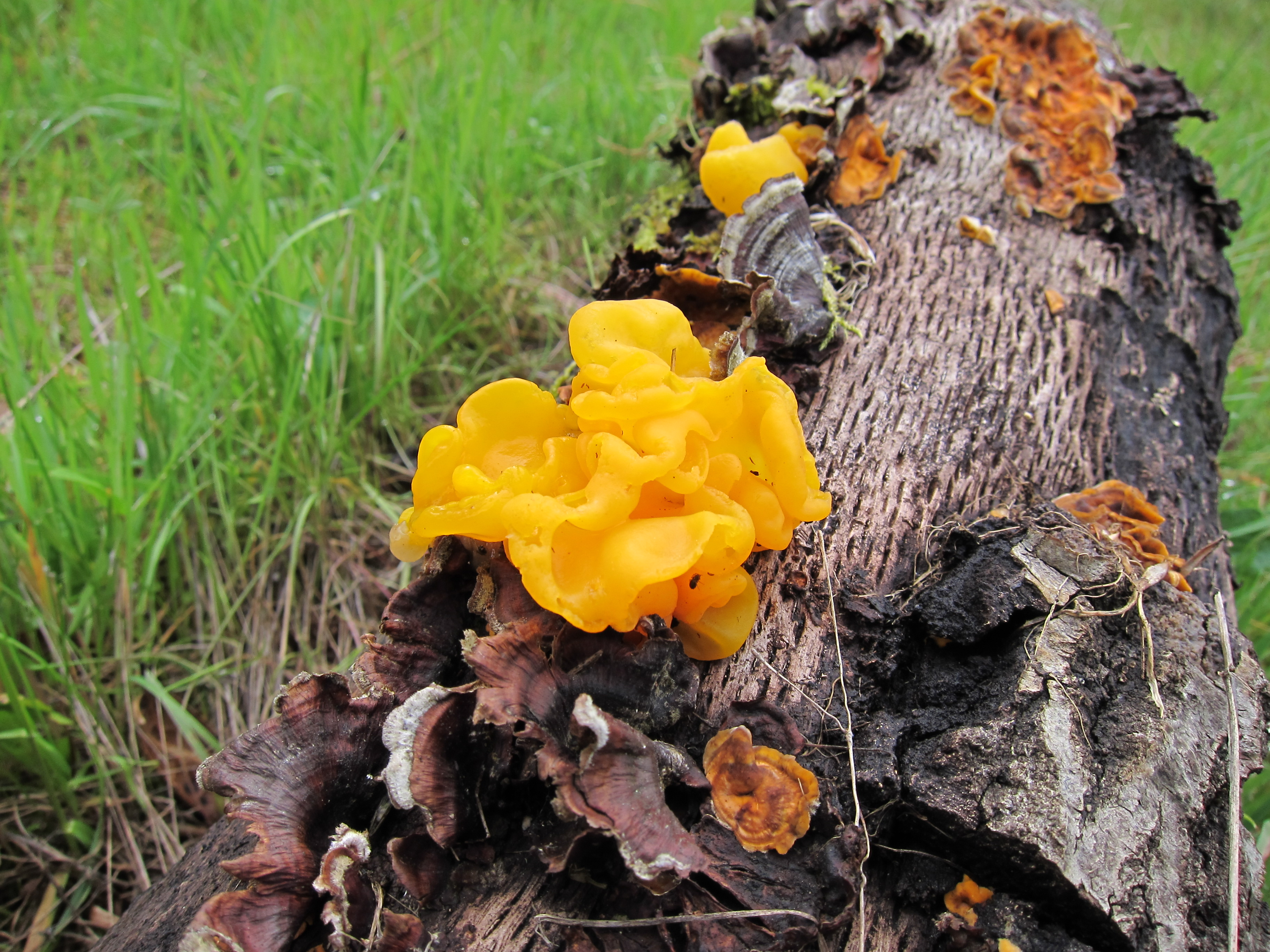
Tremella aurantia parasitant Stereum hirsutum

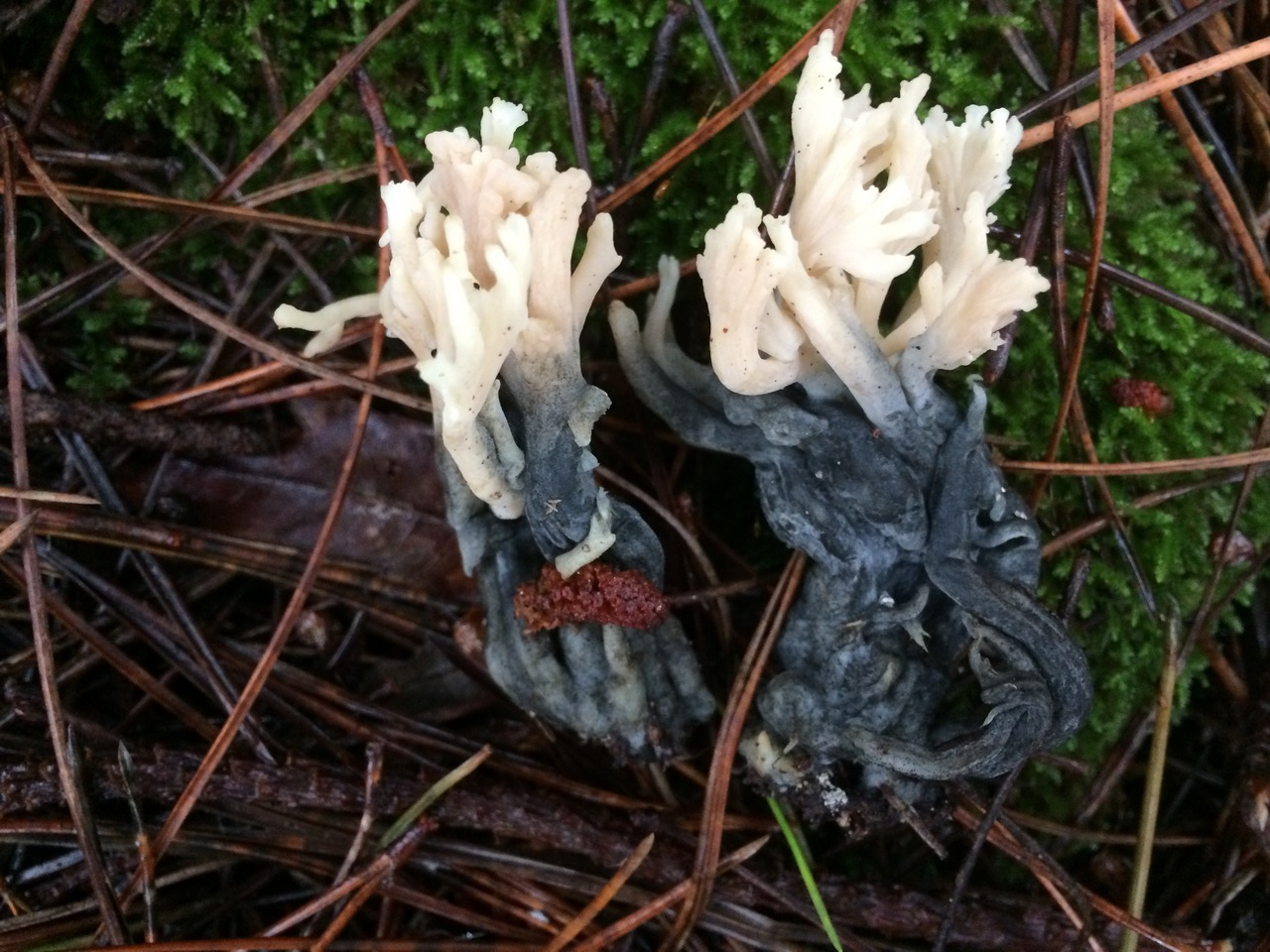
Helminthosphaeria clavariarum parasitant Clavulina cristata

Cette interaction biologique se retrouve chez les macrochampignons de l'ordre des Agaricales et plus rarement chez certaines espèces de l'ordre des Boletales et des Tremellales. Chez les microchampignons, ce sont surtout des espèces d'Ascomycètes de l'ordre des Hypocreales, particulièrement des Hypomyces, et plus rarement certains Mucoromycètes de l'ordre des Mucorales. Sont regroupées ci-dessous quelques espèces d'Europe occidentales .

### Macrochampignons

#### Agaricales
- le genre Asterophora dont A. lycoperdoides et A. parasitica, des parasites de diverses Russules de la section Nigricantinae
- Clitopilus daamsii, un parasite d'Ischnoderma benzoinum
- Certaines Collybies dont C. cirrhata, C. cookei et C. tuberosa, des parasites de Russules et Lactaires.
- Dendrocollybia racemosa, un parasite de Russules, Lactaires et Chanterelles
- Entoloma parasiticum, un parasite des Chanterelles
- Rhodophana stangliana, un parasite du genre Tephrocybe
- le genre Squamanita dont S. paradoxa, des parasites des genres Cystoderma, Amanita, Inocybe et Hebeloma.
- Volvariella surrecta, un parasite du Clitocybe nébuleux

#### Boletales
- Buchwaldoboletus lignicola, le Bolet lignicole, parasite de Phaeolus schweinitzii
- Pseudoboletus parasiticus, le Bolet parasite, parasite du genre Scleroderma

#### Tremellales
- Naematelia aurantia, parasite du genre Stereum
- Phaeotremella frondosa, parasite du genre Stereum
- Syzygospora mycetophila, parasite de Gymnopus dryophilus
- Tremella aurantia, un parasite de Stereum hirsutum
- Tremella encephala, parasite de Stereum sanguinolentum
- Tremella mesenterica, parasite du genre Peniophora

#### Polyporales
- Antrodiella parasitica, un parasite de Trichaptum abietinum
- Antrodiella serpula, un parasite d'Inonotus radiatus et I.  nodulosus

#### Sordariales
- le genre Helminthosphaeria dont H. clavariarum, des parasites de Clavaires du genre Clavulina (principalement C. cristata)
- l'espèce Stachybotrys elegans (sv), parasite du Rhizoctone brun.

#### Helotiales
- Bisporella pallescens, un parasite de Bispora antennata
- Bisporella sulfurina, un parasite de Sphaeriale, Diatrype, et Hypoxylon
- Cistellina stereicola, un parasite de Stereum hirsutum
- Hyphodiscus hymeniophilus, un parasite de Piptoporus betulinus
- Polydesmia pruinosa, un parasite des genres Hypoxylon et Phellinus

### Microchampignons

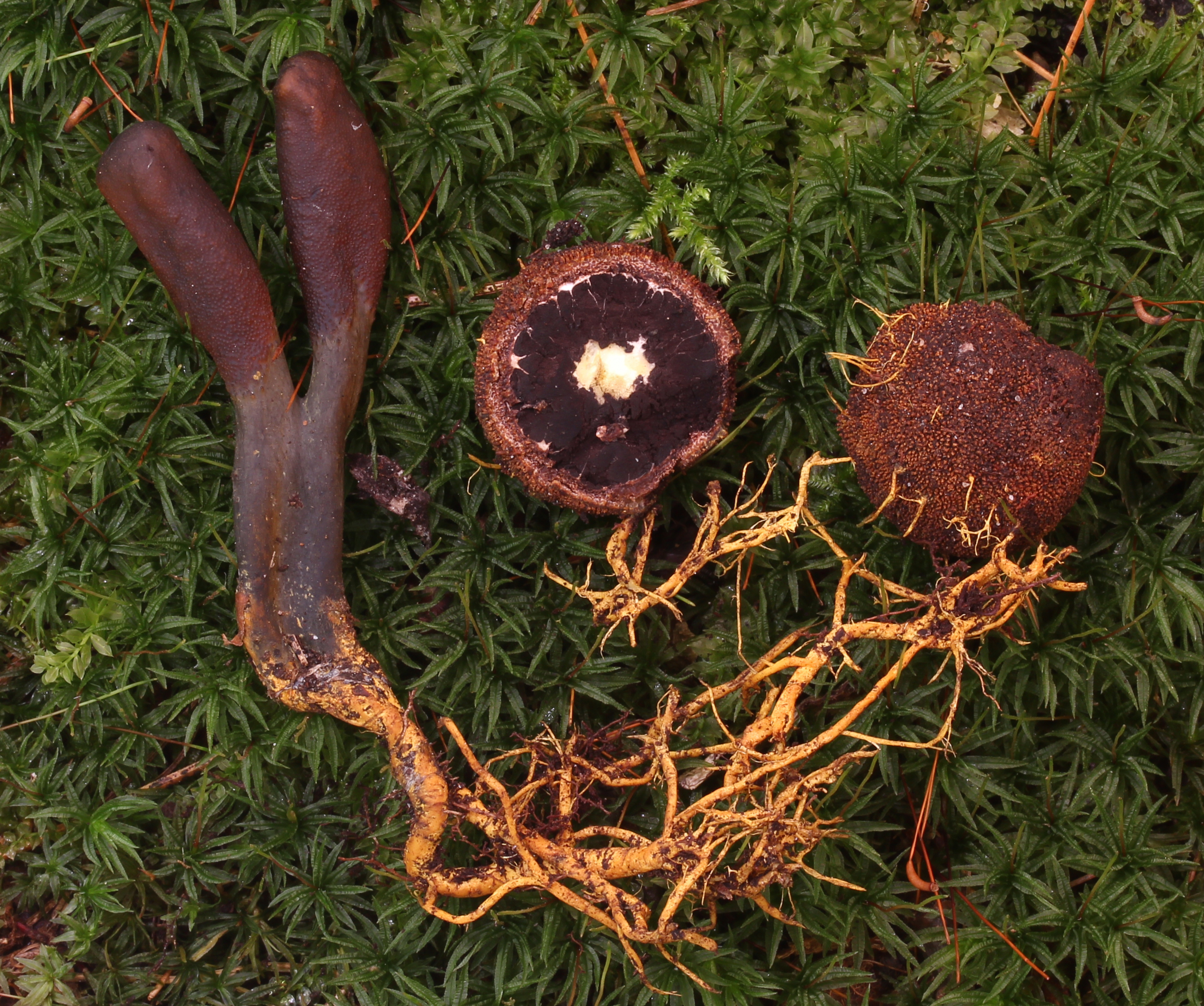
Tolypocladium ophioglossoides parasitant une Truffe du cerf

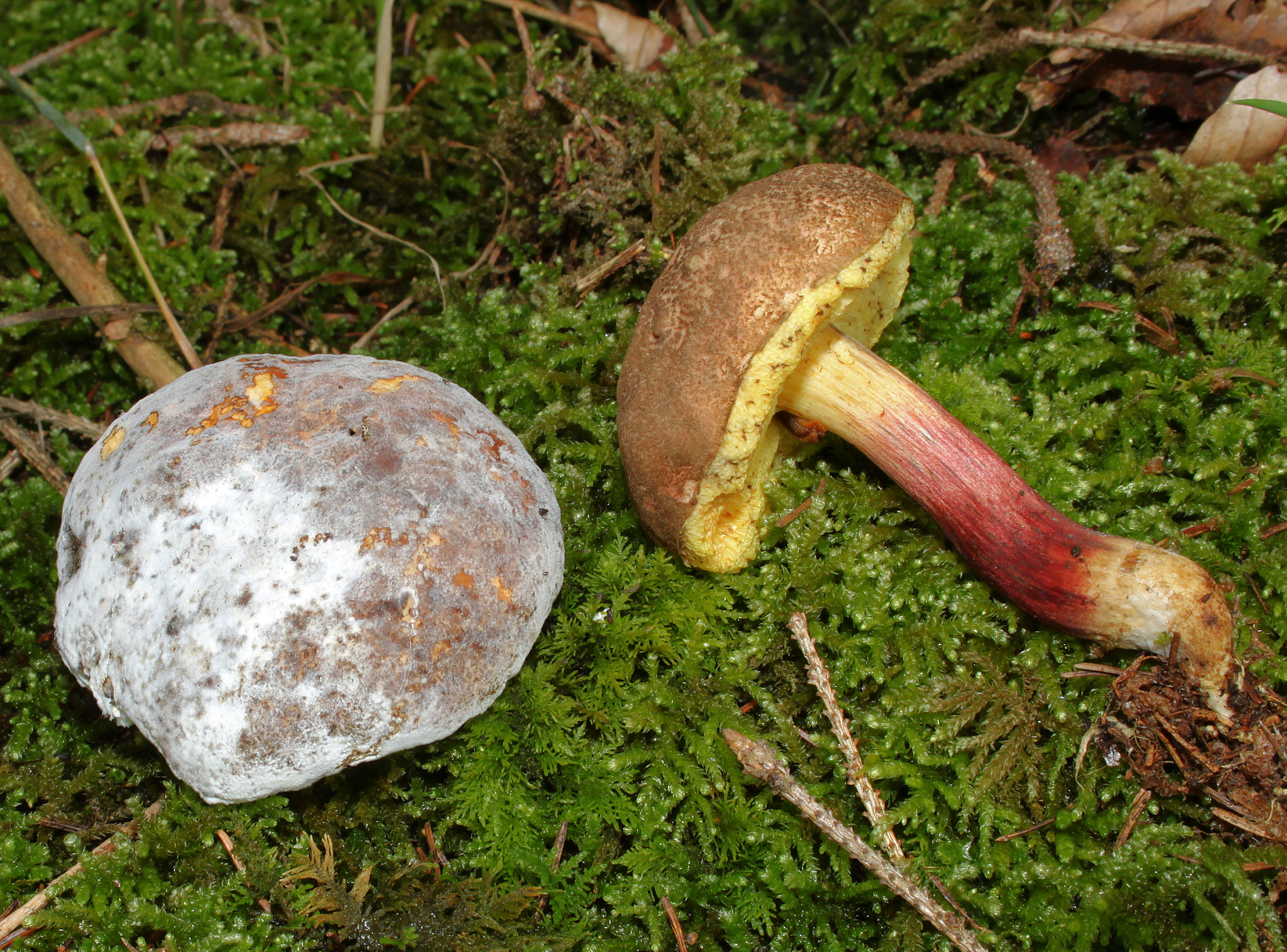
Hypomyces chrysospermus parasitant Xerocomellus chrysenteron (spécimen de gauche)

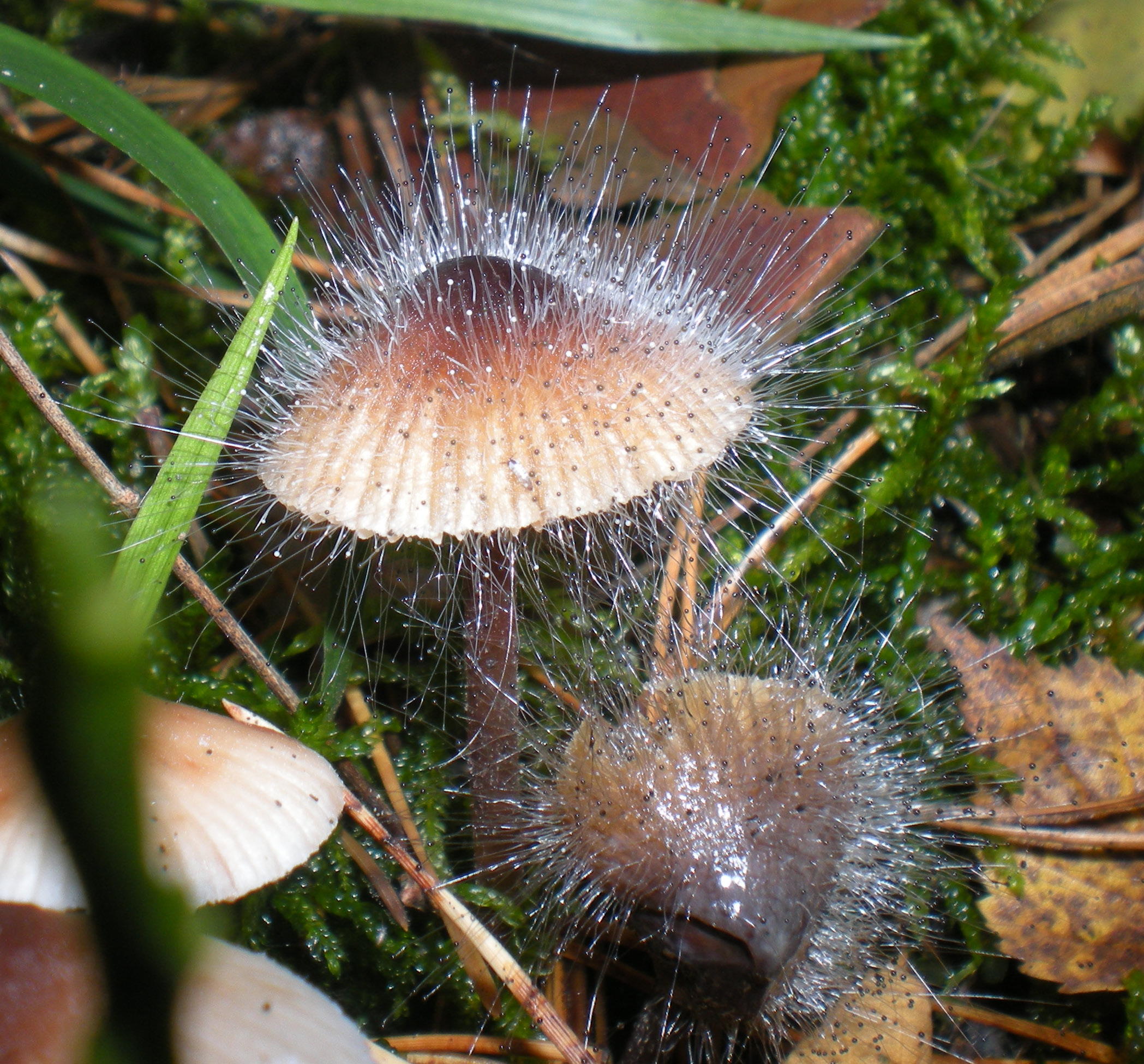
Spinellus fusiger parasitant une espèce indéterminée

#### Hypocreales
- Arachnocrea stipata, un parasite de Polyporales
- Calcarisporium arbuscula, un parasite de Xylaria hypoxylon et Russules
- Cosmospora arxii, un parasite d'Hypoxylon fragiforme
- Dialonectria diatrypellicola, un parasite du genre Diatrypella
- Dialonectria diatrypicola, un parasite de Diatrype bullata
- Dialonectria episphaeria, un parasite des Xylariales
- Eleutheromyces subulatus, un parasite de Piptoporus betulinus
- Hypomyces aurantius, un parasite aux nombreux hôtes dont des Armilliaires et des Trametes
- Hypomyces cervinus, un parasite de certaines Helvella
- Hypomyces chrysospermus, un parasite de certains Bolets
- Hypomyces lateritius, un parasite de certains Lactaires comestibles de la section Deliciosi, comprenant par exemple le Lactaire délicieux et le Lactaire sanguin
- Hypomyces papulosporae, un parasite des genres Geoglossum et Trichoglossum
- Hypomyces polyporinus, un parasite de Trametes versicolor
- Hypocreopsis rhododendri, un parasite d'Hymenochaete corrugata
- Hypomyces rosellus, un parasite des Polypores
- Mycogone rosea, un parasite d'Amanites et du Champignon de Paris
- Nectria decora, un parasite de Massaria inquinans
- Nectria magnusiana, un parasite de l'ordre des Xylariales
- Neobarya xylariicola, un parasite des Xylaria
- Sporophagomyces chrysostomus, un parasite des Ganoderma
- le genre Tolypocladium dont T. capitatum, T. ophioglossoides, T. longisegmentis et T. rouxii,, des parasites des espèces hypogées du genre Elaphomyces
- le genre Trichoderma, des parasites de nombreux champignons phytopathogènes de cultures

#### Mucorales
- Spinellus fusiger, un parasite de l'ordre des Agaricales
- Syzygites megalocarpus,  un parasite des ordres des Agaricales et des Boletales

#### Eurotiales
- Penicillium chroogomphum, un parasite de certains Chroogomphus